# Азіз Кайондо
Азіз Кайондо (англ. Aziz Kayondo, нар. 6 жовтня 2002) — угандійський футболіст, захисник ізраїльського клубу «Хапоель» (Тель-Авів) та національної збірної Уганди.

## Клубна кар'єра
У дорослому футболі дебютував 2018 року виступами за команду «Вайперс», в якій провів чотири сезони та виграв з клубом два чемпіонати Уганди та один Кубок.
Своєю грою за цю команду привернув увагу представників тренерського штабу чеського клубу «Вишков», до складу якого приєднався на початку 2022 року, але майже відразу був відданий в оренду в американський клуб «Реал Монаркс» до кінця року. За цей час угандієць провів 15 матчів у MLS Next Pro та забив один гол.
28 лютого 2023 року підписав контракт з «Леганесом» із іспанської Сегунди та почав виступати в резервній команді клубу, за яку зіграв лише один матч до кінця сезону. В результаті 1 серпня 2023 року Кайондо приєднався до «Хапоеля» (Тель-Авів) на правах оренди на один рік з правом викупу по її завершенні.

## Виступи за збірні
2021 року залучався до складу молодіжної збірної Уганди на Молодіжний (U-20) кубок африканських націй, де зіграв у всіх шести іграх та допоміг команді дійти до фіналу турніру, за що був включений до символічної збірної турніру.
У січні 2021 року вперше був викликаний до національної збірної Уганди для участі у Чемпіонаті африканських націй, в якому беруть участь лише гравці місцевих чемпіонатів.. 18 січня 2021 року Азіз дебютував на турнірі за збірну в грі проти Руанди (0:0) і загалом зіграв у всіх трьох іграх, але його команда не вийшла з групи.
| Дата       | Місто          | Господарі | Результат | Гості             | Турнір                                            | Голи | Примітки |
| ---------- | -------------- | --------- | --------- | ----------------- | ------------------------------------------------- | ---- | -------- |
| 18-1-2021  | Дуала          | Руанда    | 0 – 0     | Уганда            | Чемпіонат африканських націй 2020 — Груповий етап | -    |          |
| 22-1-2021  | Дуала          | Уганда    | 1 – 2     | Того              | Чемпіонат африканських націй 2020 — Груповий етап | -    | 72'      |
| 26-1-2021  | Дуала          | Уганда    | 2 – 5     | Марокко           | Чемпіонат африканських націй 2020 — Груповий етап | -    |          |
| 10-6-2021  | Совето         | ПАР       | 3 – 2     | Уганда            | товариський матч                                  | -    | 80'      |
| 7-10-2021  | Кігалі         | Руанда    | 0 – 1     | Уганда            | Відбір до ЧС 2022                                 | -    | 65'      |
| 10-10-2021 | Кампала        | Уганда    | 1 – 0     | Руанда            | Відбір до ЧС 2022                                 | -    |          |
| 11-11-2021 | Саутгемптон    | Уганда    | 1 – 1     | Кенія             | Відбір до ЧС 2022                                 | -    | 46'      |
| 12-1-2022  | Анталія        | Уганда    | 1 – 1     | Ісландія          | товариський матч                                  | -    |          |
| 18-1-2022  | Анталія        | Молдова   | 2 – 3     | Уганда            | товариський матч                                  | -    |          |
| 21-1-2022  | Багдад         | Ірак      | 1 – 0     | Уганда            | товариський матч                                  | -    | 85'      |
| 29-3-2022  | Наманган       | Уганда    | 2 – 4     | Узбекистан        | товариський матч                                  | -    | 65'      |
| 8-6-2022   | Ентеббе        | Уганда    | 1 – 1     | Північна Ірландія | Відбір до Кубка африканських націй 2023           | -    |          |
| 24-3-2023  | Ісмаїлія       | Уганда    | 0 – 1     | Танзанія          | Відбір до Кубка африканських націй 2023           | -    | 38'      |
| 28-3-2023  | Дар-ес-Салам   | Танзанія  | 0 – 1     | Уганда            | Відбір до Кубка африканських націй 2023           | -    |          |
| 18-6-2023  | Дуала          | Уганда    | 1 – 2     | Алжир             | Відбір до Кубка африканських націй 2023           | -    |          |
| 7-9-2023   | Марракеш       | Нігер     | 0 – 2     | Уганда            | Відбір до Кубка африканських націй 2023           | 1    |          |
| 13-10-2023 | Бамако         | Малі      | 1 – 0     | Уганда            | товариський матч                                  | -    |          |
| 17-10-2023 | Шарджа (місто) | Замбія    | 3 – 0     | Уганда            | товариський матч                                  | -    | 66'      |
| Усього     |                | Матчів    | 16        |                   | Голів                                             | 1    |          |